# Hans Schlange-Schöningen

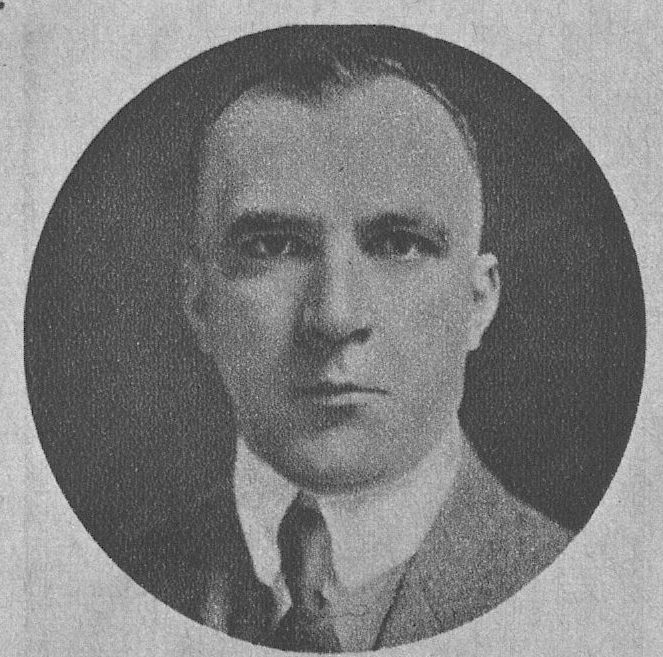
Hans Schlange-Schöningen, um 1924

H. Schlange-Schöningen

Hans Schlange-Schöningen (* 17. November 1886 auf Gut Schöningen in Pommern als Hans Schlange; † 20. Juli 1960 in Bad Godesberg) war ein deutscher Politiker (DNVP, CNBL, CDU). In der Weimarer Republik war er Reichsminister im Kabinett Brüning II.

## Leben
Hans Schlange, der Lutheraner war, besuchte ein Gymnasium und studierte anschließend Agrarwissenschaften an der Königlichen Universität Greifswald. Er nahm von 1914 bis 1918 am Ersten Weltkrieg teil und wurde als Offizier mehrfach verwundet. Nach dem Krieg bewirtschaftete er das elterliche 693 ha Rittergut.

### Bis 1945
Schlange-Schöningen, dessen Herkunftsort schon in Weimarer Zeit seinem Geburtsnamen angefügt wurde, war von 1921 bis 1928 Mitglied des Preußischen Landtags für die DNVP, deren Vorsitzender des Landesverbandes der Provinz Pommern er war. 1924–1932 saß er im Reichstag (Weimarer Republik). Die 1928 erfolgte Wahl Alfred Hugenbergs zum Vorsitzenden der DNVP bewog ihn im November 1929, den Landesvorsitz niederzulegen, aus der DNVP-Reichstagsfraktion auszuscheiden und schließlich die Partei zu verlassen. Bei der Reichstagswahl 1930 wurde er für die Christlich-Nationale Bauern- und Landvolkpartei (CNBL), die er mit weiteren Dissidenten aus der DNVP sowie mit auf Landvolk-Listen schon bei der Reichstagswahl 1928 gewählten Politikern als Deutsches Landvolk neu gegründet hatte, in den Reichstag gewählt. Er vertrat die Partei, die mit ihren 19 Abgeordneten im Reichstag bei dessen prekären Mehrheitsverhältnissen für Reichskanzler Heinrich Brüning durchaus eine wichtige Rolle spielte, von Oktober 1931 bis Juni 1932 als Reichsminister ohne Geschäftsbereich und Reichskommissar für die Osthilfe in dessen zweitem Kabinett. Während dieser Zeit hat er auch den Plan entwickelt, deutschen Siedlern die Auswanderung nach Brasilien zu ermöglichen, wodurch dann die Siedlung Rolândia entstand. Schlange-Schöningens Sohn Joachim wurde 1933 selber Siedler in Rolândia.
In der Reichstagswahl Juli 1932 und der Reichstagswahl November 1932 wurde die Landvolkpartei mit 0,2 bzw. 0,1 % bedeutungslos. Schlange-Schöningen verlor sein Mandat und seine politische Tätigkeit endete vorerst.
In der Zeit des Nationalsozialismus war er als Landwirt auf seinem Gut tätig. 1934 entging Schlange-Schöningen knapp einem Hinrichtungskommando der SS, das infolge des Röhm-Putsches politische Repräsentanten der Weimarer Republik verfolgte. Durch Helmuth James Graf von Moltke hatte er Kontakt zum Kreisauer Kreis und war im Schattenkabinett Beck/Goerdeler für den Fall eines gelungenen Staatsstreiches nach dem Attentat vom 20. Juli 1944 als möglicher Ernährungsminister vorgesehen.

### Ab 1945

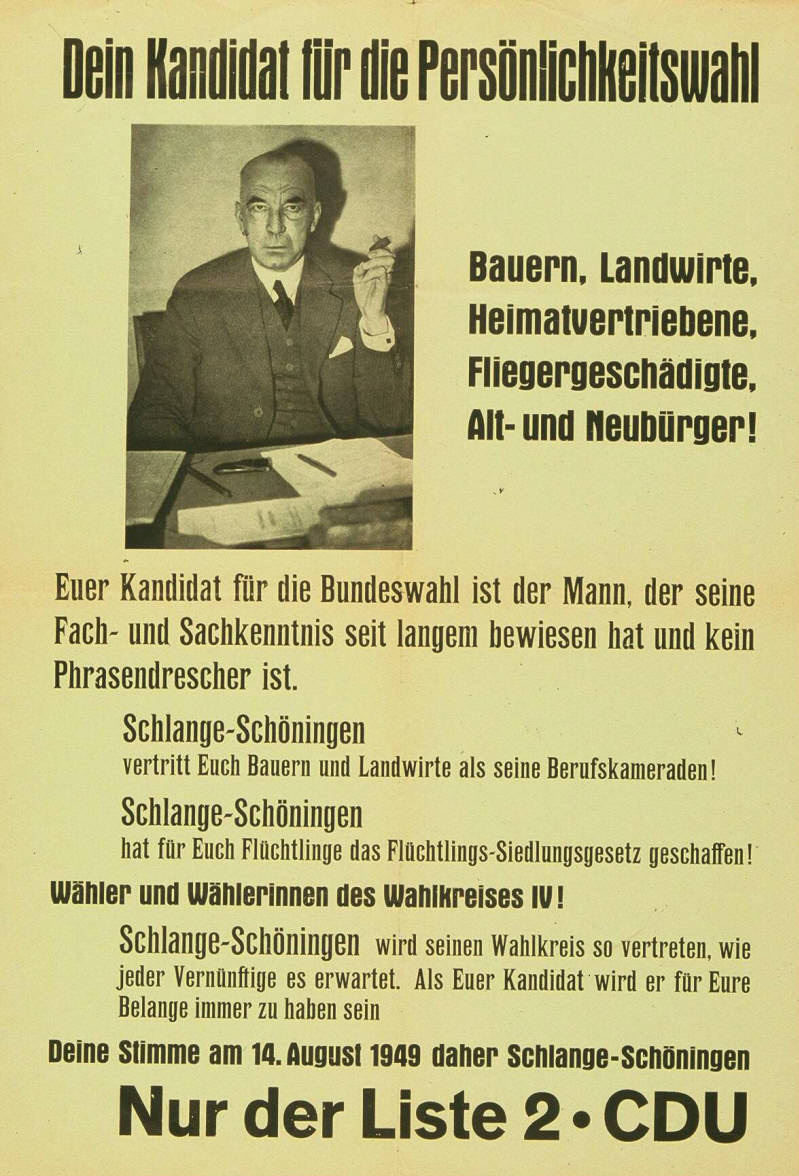
Hans Schlange-Schöningen auf einem Bundestagswahlplakat 1949

Nach seiner Flucht aus Pommern in den Westen gehörte Schlange-Schöningen 1945 zu den Mitbegründern der CDU in Plön und Ostholstein. 1946/47 gehörte er dem Zonenbeirat für die britische Besatzungszone an. Schlange-Schöningen leitete dort das Zentralamt für Ernährung und Landwirtschaft und gehörte ab 1947 dem Direktorium des Ersten Wirtschaftsrates des Vereinigten Wirtschaftsgebietes („Bizone“) an und war dort für Ernährung, Landwirtschaft und Forsten zuständig. Die gleichen Gebiete verantwortete er ab 1948 als Direktor im Verwaltungsrat des Zweiten Wirtschaftsrates („Trizone“), dem sog. Kabinett Pünder. In dieser Zeit galt Schlange-Schöningen als führender Kopf der CDU im Norden Deutschlands, die eine liberal-konservative Grundausrichtung besaß. Er hatte aber keinen großen Einfluss in der Bundes-CDU.
Obwohl er nicht kandidierte, bekam er im ersten Wahlgang bei der Wahl des deutschen Bundespräsidenten 1949 insgesamt sechs Stimmen. Dem Deutschen Bundestag gehörte er seit dessen erster Wahl 1949 bis zum 9. Juni 1950 an. 1950 sandte Bundeskanzler Adenauer ihn nach London, wo er zunächst deutscher Generalkonsul und 1953–1955 deutscher Botschafter im Vereinigten Königreich war. Adenauer wollte mit Schlange-Schöningen offenbar einen unbequemen potentiellen Konkurrenten aus der Bundespolitik abschieben.

## Familie
Hans Schlange-Schöningen war der Sohn des Rittergutsbesitzers Ernst Schlange (1851–1925). Hans Schlange-Schöningens jüngerer Bruder Ernst Schlange (1888–1967) wurde Offizier, arbeitete ab 1921 als Landwirt und saß 1932 für die NSDAP im Reichstag. Hans Schlange-Schöningens Vetter Ernst Schlange (1888–1947) war ebenfalls NSDAP-Politiker, er war zeitweise Gauleiter sowie 1932/1933 Abgeordneter im Preußischen Landtag.
Hans Schlange-Schöningen heiratete im Jahre 1913 Margarete von Nagy (1890–1975). Aus der Ehe gingen drei Söhne, unter anderem der Diplomat Ernst-Siegfried Schlange-Schöningen, und eine Tochter hervor. Der Althistoriker Heinrich Schlange-Schöningen (* 1960) ist sein Enkel.
Schlange-Schöningen wurde in Wuppertal beigesetzt. Nach der Auflösung der Grabstätte verbrachte man diesen und die Grabsteine weiterer ursprünglich andernorts bestatteter Familienangehöriger auf den Friedhof in Schwaneberg (Uckermark), wo sich auch die Ruhestätte seines Sohnes Ernst-Siegfried befindet.

## Ehrungen
- Ehrendoktor (Dr. agr. h. c.) der Landwirtschaftlichen Hochschule Berlin (1931)
- Verdienstorden der Bundesrepublik Deutschland, Großes Verdienstkreuz mit Stern und Schulterband (1953)

## Veröffentlichungen
- Am Tage danach. Hammerich und Lesser, Hamburg 1946.